# Dead by Daylight
Dead by Daylight je hororová, multiplayerová počítačová hra pro 5 hráčů. Ve hře jsou vrazi a přeživší. Hrají čtyři přeživší proti jednomu vrahovi. Vrah má za úkol najít a obětovat všechny přeživší, aniž by některý dokázal utéct. Přeživší se snaží zachránit si život a utéct před vrahem. To se jim podaří, pokud dokáží opravit 5 generátorů, díky kterým se zprovozní dvě zavřené brány, které pak mohou otevřít a uniknout jimi.

## Historie – přidaná DLC do hry
Dead by Daylight bylo poprvé vydáno v červnu roku 2016, kdy byli ve hře pouze 3 vrazi – Trapper, Wraith a Hillbilly a pouze čtyři přeživší. Ve hře bylo pár základních mechanik, společně s velmi špatnou grafikou. Hra se sekala, servery byly pomalé a celkově byla hra skoro nehratelná, ale i tak si hra získávala svoje milovníky. Po chvíli do hry přidali dalšího vraha, Nurse, díky které hra nabrala na popularitě. V té době byli přeživší velice lehcí na hraní, protože vrazi byli až moc slabí. Po nějaké době získali vrazi větší sílu, aby měli šanci proti přeživším.

### Tabulka všech DLC, které byly do hry přidané.
| Title – Název                          | Datum vydání       | Killer – Vrah    | Survivor – Přeživší             | Map – Mapa                                            |
| -------------------------------------- | ------------------ | ---------------- | ------------------------------- | ----------------------------------------------------- |
| Kapitola I: The Last Breath            | 18. srpna 2016     | The Nurse        | Nea Karlsson                    | Disturbed Ward (Crotus Prenn Asylum)                  |
| Kapitola II: Halloween                 | 25. října 2016     | The Shape        | Laurie Strode                   | Lampkin Lane (Haddonfield)                            |
| Kapitola III: Of Flesh and Mud         | 8. prosince 2016   | The Hag          | Ace Visconti                    | The Pale Rose (Backwater Swamp)                       |
| Left Behind                            | 8. března 2017     | –                | William „Bill“ Overbeck         | –                                                     |
| Kapitola IV: Spark of Madness          | 11. května 2017    | The Doctor       | Feng Min                        | Treatment Theatre (Léry's Memorial Institute)         |
| Kapitola V: A Lullaby for the Dark     | 27. července 2017  | The Huntress     | David King                      | Mother's Dwelling (Red Forest)                        |
| LeatherFace                            | 14. září 2017      | The Cannibal     | –                               | –                                                     |
| Kapitola VI: A Nightmare on Elm Street | 26. října 2017     | The Nightmare    | Quentin Smith                   | Badham Preschool (Springwood)                         |
| Kapitola VII: SAW                      | 23. ledna 2018     | The Pig          | David Tapp                      | The Game (Gideon Meat Plant)                          |
| Kapitola VIII: Curtain Call            | 12. června 2018    | The Clown        | Kate Denson                     | Father Campbell's Chapel (Crotus Prenn Asylum)        |
| Kapitola IX: Shattered Bloodline       | 18. září 2018      | The Spirit       | Adam Francis                    | Family Residence (Yamaoka Estate)                     |
| Kapitola X: Darkness Among Us          | 11. prosince 2018  | The Legion       | Jeffrey „Jeff“ Johansen         | Mount Ormond Resort (Ormond)                          |
| Kapitola XI: Demise of the Faithful    | 19. března 2019    | The Plague       | Jane Romero                     | Temple of Purgation (Red Forest)                      |
| Ash vs Evil Dead                       | 2. dubna 2019      | –                | Ashley „Ash“ Williams           | –                                                     |
| Kapitola XII: Ghost Face               | 18. června 2019    | The Ghost Face   | –                               | –                                                     |
| Kapitola XIII: Stranger Things         | 17. září 2019      | The Demogorgon   | Steve Harrington, Nancy Wheeler | The Underground Complex (Hawkins National Laboratory) |
| Kapitola XIV: Cursed Legacy            | 3. prosince 2019   | The Oni          | Yui Kimura                      | Sanctum of Wrath (Yamaoka Estate)                     |
| Kapitola XV: Chains of Hate            | 10. března 2020    | The Deathslinger | Zarina Kassir                   | Dead Dawg Saloon (Grave of Glenvale)                  |
| Kapitola XVI: Silent Hill              | 16. června 2020    | The Executioner  | Cheryl Mason                    | Midwich Elementaly School (Silent Hill)               |
| Kapitola XVII: Descend Beyond          | 8. září 2020       | The Blight       | Felix Richter                   | –                                                     |
| Kapitola XVIII: A Binding of Kin       | 29. září 2021      | The Twins        | Élodie Rakoto                   | –                                                     |
| Kapitola XIX: All-Kill                 | 29. března 2021    | The Trickster    | Yun-Jin Lee                     | –                                                     |
| Kapitola XX: Resident Evil             | 15. června 2021    | The Nemesis      | Leon S Kennedy, Jill Valentine  | Racccoon City Police Department                       |
| Kapitola XXI: Hellraiser               | 7. září 2021       | The Cenobite     | –                               | –                                                     |
| Hour of the Witch                      | 19. října 2021     | –                | Mikaela Reid                    | –                                                     |
| Kapitola XXII: Portrait of a Murder    | 30. listopadu 2021 | The Artist       | Jonah Vasquez                   | Eyrie of Crows (Forsaken Boneyard)                    |

## Průběh hry
V podkategoriích jsou hlavní informace k hraní samotné hry.

#### Vrazi - Killers
Každý vrah má svou zbraň. Když zbraní zasáhne svou oběť, přeživší přechází do „injured state“ krvácí a vydává hlasité zvuky. Pokud zaútočí vrah na již zraněnou oběť znovu, přeživší se dostane do „dying state,“ leží na zemi a jen se plazí. Pokud není vyléčen z „dying state“, po nějaké době přeživší sám vykrvácí a zemře. Vrah přeživšího v „dying state“ poté vezme na rameno a odnese na hák, na který ho pověsí. Takto může každého přeživšího pověsit třikrát, než bude přeživší obětován a vypadává ze hry. Vrazi mají každý jedinečnou schopnost, kterou mohou používat při lovu na přeživší.

#### Schopnosti vrahů
The Trapper - Evan MacMillan
Trapperova schopnost je pokládat na zem pasti na medvědy, do kterých se pak mohou přeživší chytit. Samozřejmě se může stát, že se do pasti chytí sám Trapper. Za následek to má omráčení vraha, a pokud nese přeživšího na háku, přičemž se chytí do vlastní pasti, přeživší mu seskočí z ramene a může utéct. Pokud se do pasti chytne přeživší, má šanci, aby se z ní dostal ven. Trapper samozřejmě dostane znamení, výkřik, že se do pasti někdo chytil. Přeživší může mít u sebe také jiného přeživšího, který mu může z pasti pomoci. Pokud mu jiný přeživší pomůže ven, šance na otevření pasti je 100 %. Trapper má na začátku hry dvě pasti u sebe (množství může měnit pomocí tzv. add-onů) a šest pastí položených po mapě.
The Wraith - Philip Ojomo
Wraithova schopnost je zneviditelnění. V neviditelné formě je Wraith rychlejší, ale nemůže útočit na přeživší. Jediný signál pro přeživší, že se Wraith zneviditelnil, je, že uslyší zvonit zvon, který v ruce drží sám Wraith. Poté, co Wraith zazvoní, je tu další možnost jak ho spatřit. Můžete totiž vidět zvlněný obrys Wraithova těla, který se pohybuje. Když se chce Wraith odneviditelnit, aby mohl například zaútočit na přeživšího, uslyší znovu zvonění a Wraith se u této aktivity výrazně zpomalí. Po dokončení „odneviditelnění“ se však zase vrátí do původní rychlosti pohybu.
The Hillbilly - Max Thompson ml.
Schopnost Hillbillyho je nastartování motorové pily, kterou u sebe nosí. Hlavní využití této schopnosti je takzvaný „chainsaw sprint“, který nastává při použití motorové pily. Hillbilly motorovou pilu začne startovat, což zabere chvíli času, a pak se rozeběhne vpřed. Při rozjetí je mnohonásobně rychlejší než přeživší a pokud s pilou najede na nějakého přeživšího, přeživší je automaticky v „dying state“ a Hillbilly si ho může odnést na hák. Toto zranění přeživšího motorovou pilu zastaví a Hillbilly ji potom musí znovu startovat. To stejné platí i o ostatních objektech. Pokud Hillbilly najede například do stěny, na chvíli ho to omráčí a „chainsaw sprint“ to zastaví. Při sprintu může Hillbilly zatáčet, avšak velmi obtížně, proto je vhodné ho použít na volnějším prostranství.
The Nurse - Sally Smithson
Schopnost Nurse je přemisťování, při kterém může procházet zdmi a objekty. Po přemístění má krátké okénko, kdy může zaútočit. Pokud ale žádného přeživšího nezraní, zastaví se a na krátkou chvíli skloní hlavu k zemi, což jí znemožní uvidět prchající přeživší. Nurse na sebe může navázat dvě přemístění (toto se mění s použitím add-onů). První přemistění může být na dlouhou vzdálenost a druhé kratší. Po jednom či dvou má možnost Nurse máchnout svou zbraní a nebo tento útok vynechat, tím pádem bude hned ve fázi, kdy se nemůže dále přemisťovat a musí chvíli počkat, než to bude moci udělat znovu.
The Shape – Michael Myers
Shape je na začátku hry neslyšitelný. Jeho schopnost je stalkování – tiché špehování přeživších. Jeho schopnost má tři fáze; první, při které je Shape neslyšitelný (tzn. že i když je blízko u přeživšího, tak mu nebuší srdce). Při druhé je Shape rychlejší a už je slyšet a poté třetí, při které když zaútočí a trefí se do přeživšího, tak ho okamžitě položí na zem do „dying state“.
The Hag - Lisa Sherwood
Schopnost Hag je čmárání trojúhelníkových pastí do hlíny na zemi. Do těchto pastí se přeživší nemohou chytit, ale když přes ni přeživší přejde, vyskočí z místa pasti postava Hag z bláta. Při výskoku se ozve hlasitý výkřik, takže Hag ví, kde se zrovna přeživší nachází. Pokud je Hag dost blízko této pasti, přes kterou přeživší přešel, má možnost se přemístit na místo této postavy a začít na přeživší útočit. Přeživší mohou tyto pasti zneškodnit tím, že na past posvítí baterkou – past se označí a zmizí. Pokud přeživší mezi sebou žádnou baterku nemají, či ji nechtějí čerpat na pasti, je možnost přes tyto pasti proplížit. Jakmile se plíží přeživší kolem těchto pastí, žádná z nich je nezachytí.
The Doctor - Herman Carter
Doctor trpělivě mučí své oběti elektrickými šoky. Jakmile se Doctor dostane k přeživším, má možnost po krátkém čase spustit svojí schopnost, jíž je elektrický proud (ten si do svého těla sám vpouští). Jakmile takový šok zasáhne přeživšího, přeživší zakřičí a ukáže Doctorovi svou polohu. Druhý efekt tohoto šoku je ten, že krátkou chvilku po něm, nemůže přeživší používat žádné schopnosti, ani dělat žádné akce (např. pokládání palet nebo prolézání oknem). Druhá schopnost, jejíž nabíjení trvá déle, je podržení elektrického šoku v ruce a následovné vypuštění všude okolo sebe do kruhu. Když se v tomto kruhu nachází přeživší, zakřičí a stane se to stejné jako předtím, ukáže svojí polohu vrahovi. 3 fáze tohoto mučení jsou tyto: 1. Po prvním zakřičení se nic moc nestalo. 2. fáze je ta, že se kolem přeživšího začnou ukazovat další, nepraví Doctoři, skill – checky jsou těžší, protože se mohou objevovat různě po obrazovce, mohou být vzhůru nohama a dokonce být naopak (zezadu dopředu). Ve třetí fázi nemůže přeživší používat žádné schopnosti, ani provádět žádné akce (léčení, opravování, atd.). Pokud se přeživší nachází v blízkosti Doctora, objeví se hnedka za přeživším červená skvrna, stejná, jenž zobrazuje Doctorovo zorné pole. Aby se přeživší mohl dostat z tohoto stavu, musí se zastavit a začít se „sebrat“. To vypadá tak, že si postava dřepne a položí si ruce ke spánkům. U toho se přeživšímu spouštějí skill – checky a pokud je pokazí, přeživší zakřičí a to Doctora upozorní. Tento proces ho potom přesune do první fáze a celý koloběh začíná znovu.
The Huntress - Anna
Huntress hází sekery, které zasáhnutou oběť pošlou do stavu „injured“. Jakmile Huntress drží sekeru v ruce a je připravena ji hodit, zazní zvuk broušení nože, což přeživší upozorní. Čím déle sekeru drží, tím rychleji poletí. Huntress má omezený počet seker (počet se dá změnit pomocí add-onů). Jakmile u sebe nemá ani jednu sekeru, musí navštívit jednu ze skříněk, ve kterých jsou sekery uloženy, a doplnit si všechny, co může nosit.
The Cannibal - Bubba Sawyer
Schopnost Cannibala je nastartování motorové pily, ale úplně jiné, než u Hillbillyho. Když Cannibal startuje svojí motorovou pilu, stejně jako Hillbilly, zpomalí. Po nastartování motorové pily se oproti Hillbillymu nerozběhne, ale začne s motorovou pilou máchat kolem sebe. V takzvaném „chainsaw dash“ je rychlejší a vše, co mu přijde do cesty, rozseká. Jakmile Cannibal s motorovou pilou zraní přeživšího, přeživší se stejně jako u Hillbillyho dostane do „dying state“. Jakmile Cannibal narazí při tom, co kolem sebe máchá pilou, do nějakého objektu, jeho motorová pila se zastaví. Tu poté musí znovu startovat, pokud to chce opakovat. Motorová pila se mu zastaví i ve chvíli, co s ní trefí přeživšího. Pokud se mu však přeživšího trefit nepovede, po chvíli se mu pila zastaví sama.
The Nightmare – Freddy Krueger
Freddy své schopnosti může měnit pomocí několika add-onů. Hra pro přeživší začíná ve „snění“, při kterém přeživší nemůže slyšet nic, než ukolébavku zpívanou dětmi. Přeživší se musí probudit buď pomocí budíků, které jsou rozmístěné po mapě, díky zkaženým skill-checkům, nebo probuzením přeživších navzájem, ale to funguje pouze v případě, kdy je aspoň jeden probuzen. Pokud je přeživší zasažen Freddym, okamžitě se dostane zpět do „snění". Freddy může využívat několik schopností. První je přemísťování ke generátorům, přičemž z daného generátoru začne stříkat krev, což přeživší upozorní. Druhá schopnost je pokládání krvavých pastí na zem, do kterých když přeživší vstoupí, velmi ho to zpomalí a zazní hrozný výkřik. Freddy má ještě jednu poslední schopnost, která funguje pouze když si do hry přinese add-on. Díky němu ztratí schopnost pokládat své krvavé pasti, ale získá možnost tvořit falešné palety, které se po shození dolu promění v krev a Freddy jimi může bez problémů procházet. Tato schopnost však funguje pouze na přeživší, kteří jsou ve "snění". Ti, co nejsou, nepravé palety nevidí.
The Pig - Amanda Young
Pig má dvě schopnosti. První je, že se skrčí k zemi a získá neslyšitelnost. V tomto stavu buď po krátké aktivaci může provést výpad z místa s perfektní kontrolou pohybu dopředu a velikou rychlostí ( při výpadu přeživší uslyší řev), nebo se přestat krčit a vstát normálně. Pokud ve výpadu nezasáhne přeživšího, nedostane žádné větší zpomalení, než je klasické nezranění přeživšího. Druhá schopnost je připevnit na přeživšího v „dying state“ tzv. „obrácenou medvědí past“. Jakmile má přeživší na hlavě tento Jigsawův výtvor, uvidí aury takzvaných „Jigsaw Boxů“. V těch přeživší může, ale nemusí, najít klíč, s nímž se vysvobodí. Tato past má časovač, který se spustí, jakmile přeživší opraví jeden či více generátorů. Na konci tohoto času se past spustí a roztrhá prudkým pohybem svému nositeli čelisti (proto „obrácená medvědí past,“ funguje obráceně jako Trapperovy pasti na medvědy), tudíž přeživší zemře, i kdyby nebyl zraněný. S touto pastí se také nedá utéct skrz brány, takže pokud je brána otevřená a přeživší do ní vběhne s pastí na hlavě, past se okamžitě spustí a přeživší umírá. Pokud ale přeživší najde Hatch (poklop), klidně může touto cestou uniknout.
The Clown - Kenneth Chase
Schopnost Klauna jsou lahvičky, ve kterých je toxický plyn (The Afterpiece Tonic). Jakmile přeživší do oblaku tohoto plynu vstoupí, zakřičí, zpomalí se a dostanou efekt, který jim rozmaže zrak. Clown má omezený počet lahviček, na začátku začíná se třemi (počet se může měnit díky add-onům) a po vyházení zásob si může do lahviček znovu Afterpiece Tonic namíchat.
The Spirit - Rin Yamaoka
Schopnost Spirit je Phase Rush; Spirit se zneviditelní a má možnost pohybovat se mnohem rychleji než normálně. Avšak v tomto stavu nevidí přeživší, jen vidí škrábance na zemi a orientuje se převážně sluchem. Díky zvuku může poznat polohu přeživšího a zranit ho po rychlém ukončení Phase Rush. Spirit nemá možnost v Phase Rush vidět krvavé stopy, toto ale může měnit add-on, který ale zase na druhou znemožňuje viditelnost škrábanců.
The Legion - Frank, Julie, Joey a Susie
Schopnost této bandy je tzv. Feral Frenzy. Jakmile Legion použije svou schopnost, skrčí se a začne rychle běžet. V této fázi má možnost přeskakovat palety a okna stejnou rychlostí jako přeživší. Jakmile Legion ve Feral Frenzy zraní přeživšího, dostane přeživší efekt „deep-wounded (hluboce zraněný)“, z něhož se musí do 20 sekund vyléčit. Jakmile se přeživší vyléčí z této fáze, nebude plně vyléčen, ale zůstane v „injured state“. Pokud by toto léčení neproběhlo a časomíra by uběhla, přeživší by upadl do „dying state“. Jakmile proběhne zranění přeživšího ve Feral Frenzy, Legionova schopnost se znovu naplní a získá polohy blízkých přeživších. Jakmile mu Feral Frenzy vyprší, Legion se zpomalí, shlédne k zemi a zakřičí.
The Plague - Adiris
Schopnost Plague je zvracení. Jakmile začne hra, po mapě se objeví malé fontány. Jakmile použije Plague svojí schopnost, začne před sebe zvracet zelenou hmotu. Zasaženému přeživšímu se objeví časomíra, která značí, kolik je potřeba času k vyléčení, než se dostanou do "sick phase". Tato čekací doba se dá urychlit opětovným zvracením na přeživšího. Časomíra taky ubíhá rychleji, pokud přeživší sprintuje místo chození. V této „sick phase“ přeživší získá efekt "broken", který přeživšímu znemožní být plně vyléčen za jakýchkoliv podmínek. Pokud přeživší začne zvracet a kolem sebe získá zelený opar, znamená to, že už je plně v „sick phase“. Jakmile se v této fázi dotkne jiného přeživšího, druhý přeživší začne svou „sick phase“. To funguje i třeba u opravování generátorů, lezení do skříní nebo prolézání okny. Pokud přeživší v „sick phase“ začne opravovat generátor, generátor zezelená a pokud se někdo z jiných přeživší dotkne generátoru, začne mu časomíra „sick phase“. Aby se přeživší mohl dostat z tohoto stavu, musí se očistit ve fontánách, které se přeživšímu zobrazí bílou barvou. Jakmile se přeživší očistí ve fontáně, voda ve fontáně se přemění v krev a přeživší se maximálně vyléčí. Plague může tuto krev nabrat a získat schopnost, zvracet tmavě červenou tekutinu podobnou krvi, která při doteku s přeživším už přeživšího zraní.
The Ghostface - Danny "Jed Olsen" Johnson
Schopnost Ghostface, je velmi podobná vrahovi The Shape; stalkování - tiché špehování přeživších. Ghostface má schopnost se skrčit a stát se neslyšitelným. Aby mohl stalkovat přeživší, musí se naklonit zpoza objektů, jako je budova nebo barel. Jakmile takto pozoruje přeživšího, na ukazateli stavu přeživšího se (pouze pro vraha) zobrazuje, kolik ještě času je potřeba pro to, aby daný přeživší získal "exposed" efekt. Pokud Ghostface přeživší sleduje dost dlouho, přeživšího pak na jednu ránu položí rovnou na zem do „dying state“. Přeživší při tom, co je pronásledován, slyší zvuk, který upozorňuje na Ghostfaceovu přítomnost. Aby přeživší mohl toto špehování překazit, musí Ghostface nepřetržitě pozorovat. Vrah začne mít bílou auru, která pak blikne a vrah už nemůže špehovat.
The Demogorgon - Demogorgon
Schopnost Demogorgona je po krátké aktivaci schopnost prudký výpad dopředu a útok na přeživšího. Jakmile v tomto výpadu na něco narazí, výpad se přeruší a Demogorgon zpomalí. Druhá část schopnosti jsou portály, přes které může Demogorgon hbitě překonat velkou vzdálenost. Položí na zem portál, jenž pro přeživší zmizí do té doby, než Demogorgon portál aspoň jednou použije. Přeživší mohou tyto portály zničit, pokud je vidí, ale Demogorgon při tom dostane hlasité oznámení.
The Oni - Kazan Yamaoka
Schopnost Oniho se skládá z dvou fází. Jakmile Oni zraní přeživšího, získá polovinu svého „hněvu“. Ze zraněných přeživších postupně padají "blood orbs", které Oni sesbírá a plní se mu pomalu hněv. Jakmile má Oni plný hněv, zazní přes celou mapu hlasitý zvuk. Pokud Oni svůj hněv použije, vezme do ruky palici (Kanabó), kterou nosí na zádech a změní se v obřího démona. V hněvu má dvě možnosti útoku; první, kdy se rozeběhne a začne sprintovat s velmi dobrou a lehkou kontrolou. Pokud by takto narazil na přeživšího a pokusil se zaútočit, přeživší padne rovnou do „dying state“. Druhá možnost je udělat podobné, akorát bez běhu. Po krátké aktivaci schopnost použije jako zbraň svou palici. Po chvíli mu hněv vyprší a vrátí se ke své původní zbrani - kataně.
The Deathslinger - Caleb Quinn
Schopnost Deathslingera je speciálně přestavěná puška s bodcem vpředu, se kterou může mířit a vystřelit harpunu. Ta se po styku s přeživším do přeživšího zabodne a otočí ho čelem k Deathslingerovi. Sám Deathslinger má možnost si daného přeživšího přitáhnout k sobě a zranit ho dalším základním útokem. Není ale jisté, zda se to podaří, protože přeživší se mohou hýbat ze strany na stranu mezitím, co je Deathslinger přitahuje. Pokud ale přeživší stojí za objektem, přes který ho Deathslinger zasáhl, přeživší se zastaví za objektem a zůstane stát. Po chvíli snažení se lano přetrhne, přeživší získá „deep-wounded“ efekt a musí se vyléčit. Jakmile si Deathslinger přitáhne plně vyléčeného přeživšího a zraní ho, získá přeživší také „deep-wounded“ efekt. Pokud ale přitáhne již zraněného, zraněný přeživší spadne do „dying state“.
The Executioner - Pyramid Head
První schopnost Executionerovi umožňuje za sebou zanechávat tmavě červené cestičky. Když přes cestičku přeživší přeběhne, dostává se do stádia „tormented“ a je označen ostnatými dráty. Získáním stádia "tormented" může Executioner zamknout přeživšího do klece, jenž je podobná háku a obětuje přeživšího. Druhá možnost je také cestička ale když je spuštěna, Executioner ji vyvalí před sebe což znamená pro přeživší, kteří jsou udeřeni, přechod do „dying state“. Stopa po této cestičce po chvíli zmizí.
The Blight - Talbot Grimes
Schopností začne tzv. "Rush" - Blight se rozběhne a umožní mu se odrážet od zdí a spustit druhou část jeho schopnosti tzv. "Lethal Rush" - Blight může natáhnout svou zbraň a tím zabít nebo zranit přeživšího. Blight má určitý počet tokenů, které mu omezují kolikrát se takto od zdi dokáže odrazit. Potom, co skončí se svojí schopností, Blight začne být vyčerpaný a jeho tokeny se začnou obnovovat.
The Twins - Victor & Charlotte Deshayes
Schopnost Charlotte a Victora spočívá v jejich rozdělení a opětovném spojení. Charlotte může kdykoliv vypustit Viktora z jejího břicha a hráč může za Viktora hrát. Viktor je rychlejší než Charlotte a může skočit na ostatní přeživší - zranit je a přistát na nich nebo je zabít (přesunout je do stavu "dying"). Přeživší ale mohou Victora rozkopat, pokud je hráč s Victorem nezasáhne.
The Trickster - Ji-Woon Hak
Trickster začíná s 44 noži (množství může měnit pomocí add-onů), které precizně hází po přeživších. Může hodit buď jediný nůž, nebo může zpomalit a házet množství nožů rychle po sobě. Každý zásah přeživšího mu plní "laceration meter" a po osmi zásazích přeživší přechází do stavu "injured", nebo ze stavu "injured" do stavu "dying". Po čase v bezpečí se ale tento "laceration meter" vyprázdní. Trickster si každým zásahem nožem nabíjí svůj speciální útok, "Main Event", kdy dostává možnost nekonečného množství nožů. Rychlost Tricksterova házení se během "Main Eventu" postupně zvyšuje a pohybuje se stále stejnou rychlostí. Pokud mu nože dojdou, musí si je ve skříňce doplnit, aby je mohl používat.
The Nemesis - Nemesis T-Type
Nemesis může svým T-Virusem nakazit přeživší, přičemž se s rozšiřováním nákazy zvyšuje síla mutace samotného Nemesise. Nemesisův speciální útok je chapadlo, kterým když zaútočí, zasažený přeživší dostává status "contamination", který je zpomaluje. Přeživší se z tohoto efektu mohou vyléčit pomocí vakcín nalezených v krabicích po mapě. Zatímco jsou přeživší zaměstnáni nákazou, Nemesisův útok chapadlem s počtem nakažených sílí na úroveň II a úroveň III. Přeživší se ještě musí vypořádat se dvěma zombie, kteří se pohybují po mapě a při dotyku přeživšího mu předávají status "contamination". Mohou být ale zničeni paletami nebo samotným Nemesisem pro zvýšení úrovně jeho mutace. Když přeživší už má status "contamination" a zasáhne jej Nemesis nebo zombie, půjdou do stavu "injured" nebo ze stavu "injured" do "dying".

#### Háky a obětování
Háky jsou jedním z možností, jak může vrah přeživší zabít, či obětovat. Když vrah pověsí přeživšího, dostane se přeživší do první fáze na háku, kdy pouze visí a čeká, až ho někdo zachrání. Má také šanci se pokusit z háku dostat. Šance, že se mu to povede, je ale velmi malá, a proto se spíš vyplatí počkat. Tyto šance máte tři a po třetím pokusu jdete automaticky do druhé fáze na háku. Když přeživší visí na háku delší dobu, byl pověšen podruhé, nebo se vyzkouší třikrát zachránit, se dostane do druhé fáze na háku, kde na něj začne útočit "Entita", které jsou přeživší obětováni. Aby se přeživší mohl bránit, musí zvládnou sérii ztěžujících se skill-checků dokud bude mít sílu, anebo ho nepřijde zachránit další z přeživších. Pokud nepřiběhne další přeživší, oběť na háku zemře a vypadává ze hry. Pokud ho však někdo zachrání a vrah ho znovu chytí, třetí šanci života na háku už mu hra nenabízí a hráč je okamžitě obětován. To, že je přeživší už potřetí na háku, poznají jeho spoluhráči specifickým zvukem a změnou ikonu u hráčova jména.

#### Přeživší - Survivors
Jakmile se přesuneme do postavy přeživšího, dostaneme pohled z třetí osoby – seshora zezadu. Úkolem přeživších je opravit 5 generátorů a nenechat se obětovat vrahem. Po opravení pěti generátorů však musíte ještě otevřít obrovská vrata, což uděláte pákou, která se nachází vlevo od dveří. Tato akce však chvíli trvá a vrah může slyšet zvuky otevírání. Když dveře dosáhnou 75% otevření, začnou houkat a to upozorní vraha, že už moc času nezbývá.

#### Předměty - Items
Zatímco vrazi mají schopnosti, přeživší si do hry mohou vzít předmět. K dispozici mají následující předměty: Baterka, Bedna s nářadím, Lékárnička, Klíč a Mapa. Každý předmět má různou úroveň a různé efekty, které jsou u něj napsány.

#### Úrovně předmětů a perků
Úrovně předmětů a perků jsou určeny barvou. Nejhorší úroveň je hnědá (pouze u předmětů), poté následuje žlutá, zelená, fialová a nejlepší červená. Červenou barvu mají pouze jenom některé předměty, perky mají pouze nejvyšší fialovou barvu.

## Mapy
Ve hře je spoustu map. Většina vrahů má svou mapu, která je pro ně typická. Na celé mapě se nachází dřevěné palety, které zajišťují přeživším šanci k útěku před vrahem. Přeživší mají možnost paletu shodit a rychle, či pomalu přes ní přelézt. To vrazi dělat neumí, takže musí paletu zničit, což chvíli trvá. Ničení palety dává čas přeživším na to, aby mohli utéct pryč a schovat se. Je tu ještě možnost paletu shodit na vraha na poslední chvíli, což zaviní, že paleta dopadne na vraha přímo, a to jej na chvíli omráčí. Další možnost útěku pro přeživší jsou okna, která dokáží přeživší rychle přeskočit, zatímco vrahovi trvá přelézání o dost déle.

## Perky
Ve hře mají přeživší i vrazi 4 místa na perky, které jim umožňují provádět různé akce nebo jim pomáhají při přežívání či lovu přeživších. Pokud však chtějí používat všechny čtyři najednou, musí si je odemknout a nakoupit ze sítě různých Perků, věcí a add-onů za herní měnu, bloodpointy. Takových perků je mnoho a každý přeživší či vrah má 3 vlastní perky, které se vychází k jejich příběhu. Perky si mezi sebou přeživší nebo vrazi mohou sdílet a učit se je navzájem, k tomuto ale potřebují určitou úroveň; obecně platí, že první osobní perk se může sdílet na úrovni 30, druhý na úrovni 35 a poslední na úrovni 40.

## Status efekty
Statusy přeživších se ukazují na pravé straně obrazovky, pomocí ikonek. Statusy přeživších jsou tyto: Exhausted (přeživší nemůže používat perky jako Sprint Burst, Balaced Landing, Dead Hard, Adrenalin, Head On, Smash Hit, atd. Aby se přeživší zbavil statusu "exhausted", měl by chodit, protože při běhu není možné se tohoto efektu zbavit), Exposed (jakmile vrah zraní zdravého přeživšího se statusem "exposed", přeživší se dostane do stavu "dying"), Broken (přeživší nemůže být plně vyléčen), Deep wounded (vysvětlení u vraha The Legion), Endurance (Tento status umožňuje přeživšímu být zraněn, a i přesto přežít další útok od vraha. Namísto, aby se dostal do "dying state", přeživší dostane efekt "deep wounded".), Haste (status, který zvyšuje rychlost přeživšího; u perků jako Sprint Burst, Balanced Landing, Smash Hit, Lithe, apod. je zvýšena rychlost o 150 %, ale pouze na pár vteřin. U perku Hope se rychlost přeživšího zrychluje o 7 %, ale za to trvá mnohem déle a u perku Blood Pact může tento efekt zůstat napořád, pokud tomu vyhovují okolnosti.), Haemorrhage (zraněný přeživší silně krvácí a kaluže či stopy krve zůstávají déle na zemi), Hindered (tento status zpomaluje přeživší), Infected (vysvětlení u vraha The Plague), Madness (vysvětlení u vraha The Doctor), Mangled (status, který znázorňuje, že vyléčení přeživšího, bude trvat déle než normálně), Oblivious (přeživší s tímto statusem neslyší bušení srdce, což oznamuje přítomnost vraha), Undetectable (tento status je pro vrahy, kde přeživší kolem nevidí červené zorné pole vraha a neslyší tlukot srdce).

#### Obsese
Každou hru se jeden přeživší stává vrahovou obsesí. Obsese může být během hry pouze jedna. Jakmile se přeživší stane obsesí vraha, získá vrah díky některým perkům výhody, které fungují ale pouze na obsesi. To stejné je u přeživších, když se stane přeživší obsesí, může použít perky, které by jinak nemohl použít. Jakmile se vrah dostane do pronásledování přeživšího, který je v ten moment obsese, všichni ostatní přeživší vidí na ukazateli stavu vlevo dole. Perky fungující se statusem obsese jsou například: Blood Pact, For the People, Object of Obsession, Sole Survivor, Decisive Strike, atd. pro přeživší, a Play With Your Food, Save The Best For Last, Rancor, Dark Devotion, Furtive Chase, Grim Embrace, Remember Me atd. pro vrahy. Perk Nemesis dokáže obsesi během hry i změnit.